# Äggledarinflammation
Äggledarinflammation, lat: Salpingit, är en infektion och inflammation i äggledarna. Termen används ofta synonymt med äggledarinflammation (PID), även om PID saknar en exakt definition och kan syfta på flera sjukdomar i området kring det kvinnliga könsorganet, såsom endometrit, oophorit, myometrit, parametrit och infektion i bäckenbukhinnan. Salpingit syftar enbart till infektion eller inflammation i äggledarna.

## Symptom och behandling
Salpingit beror ibland på klamydia, ibland på infektion med andra bakterier. Symptomen är feber och värk nedtill i buken samt flytningar. Sjukdomen debuterar ofta i anslutning till en menstruation eller ett missfall, ibland efter ett spiralinlägg, och då särskilt hos unga kvinnor. Sjukdomen behandlas med antibiotika och kan i vissa fall leda till sterilitet.